# Barilius bernatziki
Barilius bernatziki és una espècie de peix cipriniforme de la família dels ciprínids que es troba a Malàisia.